# Guy Beaulne
Pour les articles homonymes, voir Beaulne.
Guy Beaulne est un directeur et metteur en scène de théâtre québécois. Il est né à Ottawa (Ontario), au Canada le 23 décembre 1921 et est décédé à Montréal (Québec), au Canada le 1er octobre 2001. Il est le père de la metteure en scène québécoise Martine Beaulneet du musicien de blues Vincent Beaulne.

## Biographie

### Vie familiale
Fils de Léonard Beaulne (1887-1947) et Yvonne Daoust (18---1943), il a deux frères (Yvon (diplomate) et Jean-Pierre) et une sœur (Paulette). Il se marie avec Pauline Beaudry (19---1993), rédactrice des pages féminines du journal Le Droit. Le couple a trois enfants : Pascale, Martine et Vincent.

### Études
Guy Beaulne effectue ses études au Lisgar Collegiate Institute d'Ottawa et à l'École normale de l'Université d'Ottawa, où il obtient un diplôme d'enseignement de première classe. Il décroche également un baccalauréat de cette même université en 1945. Par la suite, il étudie à l'École classique de diction de Montréal, où il décroche une licence. Puis, il se rend à Paris étudier la phonétique française, à l'Institut de phonétique de la Sorbonne en 1949. À Paris, il fréquente également le Conservatoire national supérieur d'art dramatique entre 1948 et 1950. 
Pendant ses études à Ottawa, Guy Beaulne est président de l'Association des étudiants; rédacteur en chef et directeur du journal étudiant La Rotonde; directeur de l'émission radiophonique des étudiants au poste CKCH à Hull; orateur à La Société des débats français; lieutenant du Corps école des officiers canadiens. Il a également fait partie de l'Association des confrères artistes du Caveau en tant que directeur artistique (1944-1948) et il est directeur-fondateur de la compagnie de théâtre l'Atelier (1944).

### Vie professionnelle

#### Enseignement
Guy Beaulne a enseigné la diction aux écoles du Conseil des écoles séparées catholiques d'Ottawa, à l'École normale de l'Université d'Ottawa et au Collège séraphique d'Ottawa. Il a été professeur d'art dramatique au ministère de l'Éducation de l'Ontario et il a donné des cours d'initiation aux jeux dramatiques à l'Université de Montréal (1961-1962). il a aussi donné des cours de mise en scène à l'École des beaux-arts de Québec (1963-1965). 

#### Critique dramatique
Beaulne a aussi été un critique de théâtre au Canada et à l'étranger. De 1948 à 1950, il est correspondant à Paris pour le journal Le Droit, tout en étant le correspondant du Canada pour la Radiodiffusion française. Entre 1949 et 1963, il a été correspondant canadien pour des revues de l'UNESCO, soit Le Théâtre et Monde et Créations mondiales. Guy Beaulne a aussi été critique dramatique au journal montréalais Points de vue (1956-1961); à la revue Livres et auteurs canadiens (1961-1962); à la Canadian Annual Review (1961-1963).  

#### Radio-Canada
Guy Beaulne a travaillé pour la Société Radio-Canada en tant que réalisateur de théâtre radiophonique entre 1950 et 1956. Il a notamment fondé les « Nouveautés dramatiques » et a été le premier réalisateur du radio-feuilleton « La famille Plouffe » (1956-1963). Il a aussi été le réalisateur dramatique des feuilletons « Le théâtre populaire » et « Shoestring Theatre ». De plus, il a été metteur en scène de nombreuses pièces entre 1951 et 1959, dont Le Tartuffe et Le Bourgeois gentilhomme de Molière, Chambres à louer de Marcel Dubé, L'Amour fou et Lorsque l'enfant paraît d'André Roussin, La Bagatelle de Marcel Achard.  

#### Théâtre
Sa carrière au théâtre a pris plusieurs formes. Il a été comédien dans de nombreuses pièces entre 1952 et 1959, dont Sonnez les matines de Félix Leclerc. Il a aussi été le directeur-fondateur de l'Association canadienne de théâtre amateur en 1958. Il a également été animateur et chargé de cours pendant le Camp d'été des Jeunesses musicales du Canada au Mont Orford (1958-1964). 

#### Fonction publique
Guy Beaulne a aussi travaillé dans la fonction publique provinciale. Au gouvernement du Québec, il a occupé le poste de directeur du Service de théâtre du ministère des Affaires culturelles du Québec (1963-1964); de directeur de l'enseignement artistique au Conservatoire de musique et d'art dramatique du Québec (1965-1967); de directeur général du Théâtre et Conservatoire d'art dramatique (1967-1970); de directeur général du Grand Théâtre de Québec (1970-1976); de conseiller culturel à la Délégation générale du Québec à Paris (1979-1981); de directeur du Conservatoire d'art dramatique de Montréal (1981-1987). 

#### Jurys et comités
Pendant sa vie, Guy Beaulne a participé a plusieurs jurys, notamment au Conseil des arts du Canada pour les arts d'interprétation (1957-1963); au Festival d'art dramatique au Canada (1965); au Festival national du Canada (1965, 1967 et 1971). Il a été délégué et invité au congrès de l'Institut international du théâtre de l'UNESCO en 1949 et 1950; au Mondial du Théâtre à Monaco en 1958 et 1960; à l'Institut international du théâtre sur la formation du comédien à Stockholm en 1967; à la Quadriennale de scénographie de Prague en 1967.  
De 1988 à 1993, Guy Beaulne a été membre du comité de rédaction de la revue L'Annuaire théâtral.  

## Honneurs
Tout au long de sa vie, Guy Beaulne a reçu plusieurs prix et distinctions:
- Prix d'interprétation et prix de mise en scène pour la pièce Légataire universel de Regnard (1948);
- Canadian Radio Award pour la production de Coureur de marathon de Claude Gauvreau (1952);
- Trophée Calvert pour la production de Chambre à louer de Marcel Dubé (1955);
- Canadian Drama Award pour sa contribution exceptionnelle au développement du théâtre canadien (1955);
- Trophée Frigon au meilleur réalisateur dramatique à la télévision canadienne (1959);
- Médaille du Centenaire (1967);
- Membre de la Société royale du Canada (1972);
- Membre de l'Ordre du Canada (1975);
- Membre d'honneur de l'Association for Canadian Theatre History (1982);
- Président de l'Académie des lettres et des sciences humaines (1983-1985);
- Membre d'honneur de la Société d'histoire du théâtre du Québec (1990);
- Médaille de la Confédération (1992);
- Chevalier de l'Ordre national du Québec (1993).